# Iodură de litiu
Iodura de litiu este o sare a litiului cu acidul iodhidric cu formula chimică LiI. 